# Infiniti QX70
Infiniti QX70 (з 2003 по 2013 роки називався Infiniti FX) — середньорозмірний кросовер бізнес-класу, що випускається з 2003 року під брендом Infiniti. 
Побудований на платформі FM, що і задньопривідне спорт-купе Nissan 370Z. З 2008 року випускається друге покоління. Infiniti FX не продається в Японії.

## Перше покоління

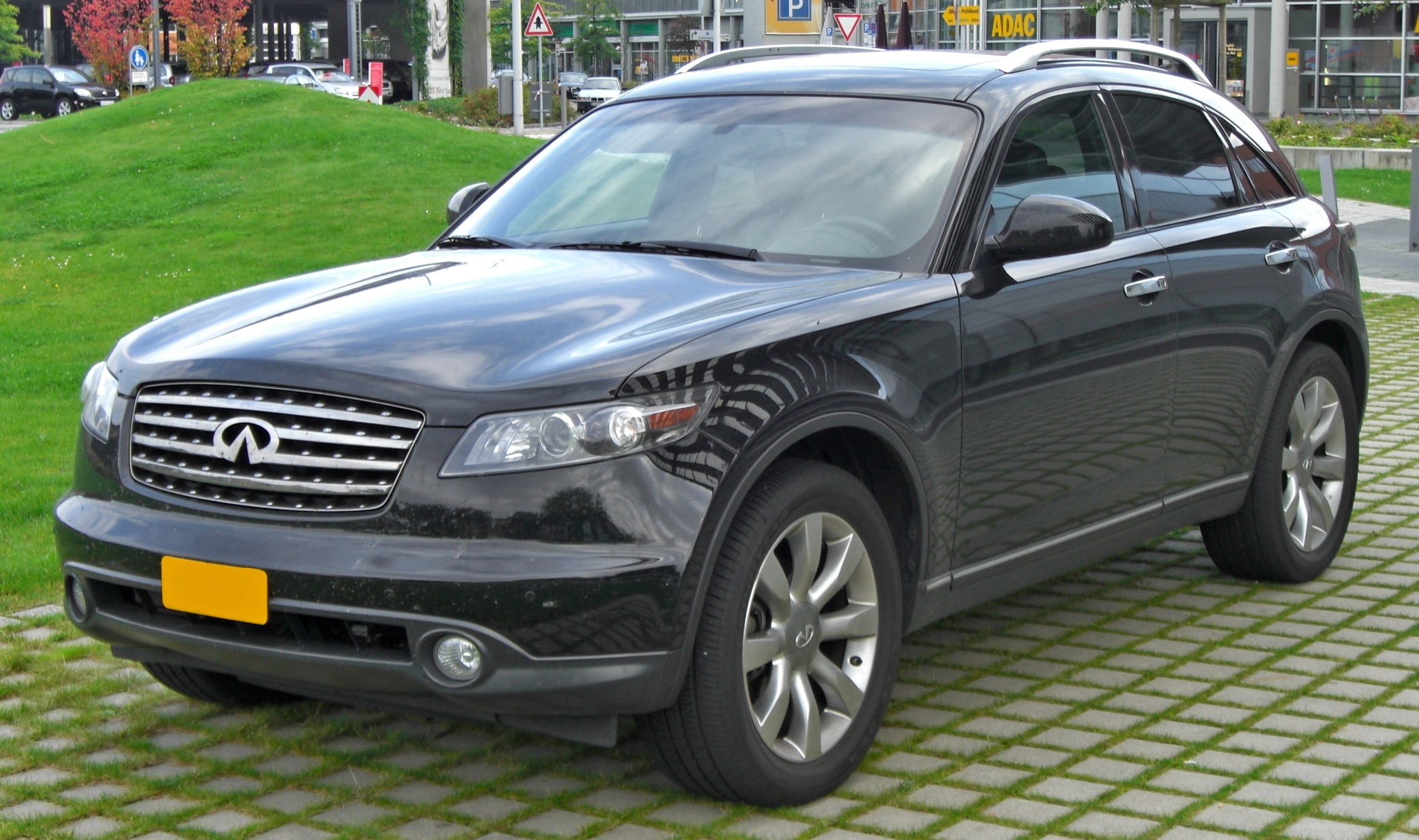
Infiniti FX (2003—2005)

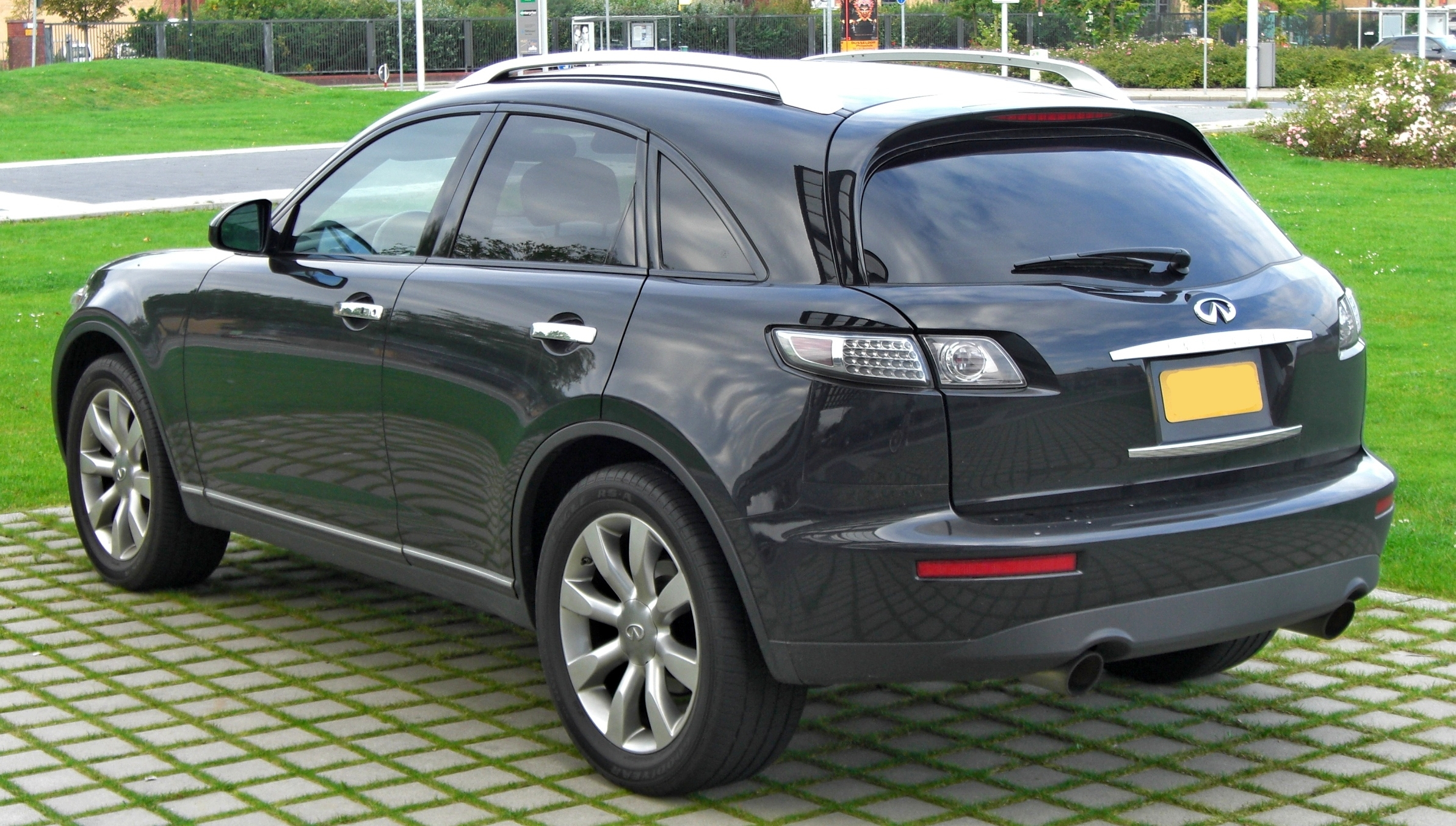
Infiniti FX (2003—2005)

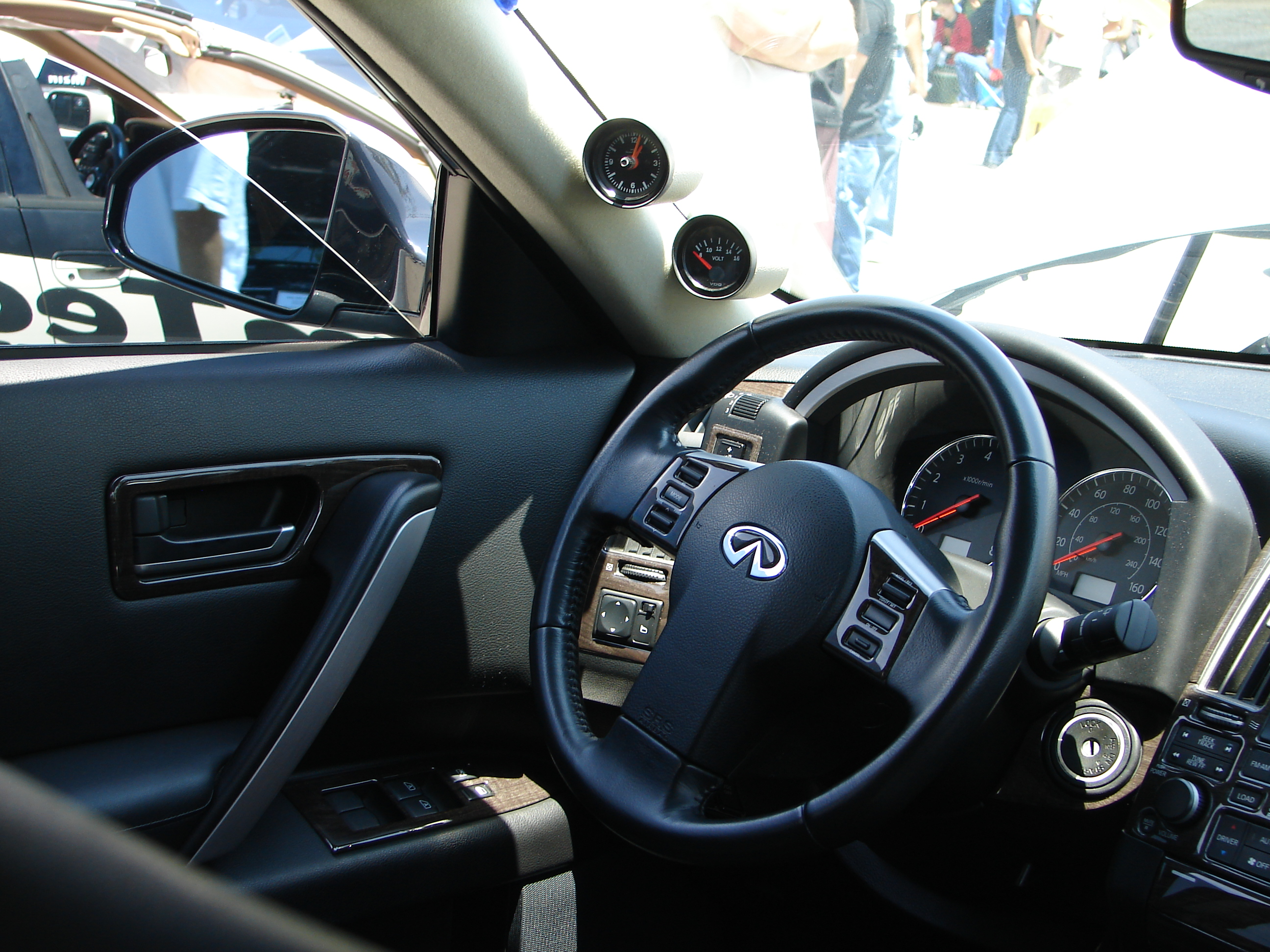

Випускався в варіаціях FX35 і FX45. FX35 доступний у двох трансмісіях, RWD і AWD. Обидві доступні в поєднанні з 3.5-літровим бензиновим двигуном V6 з 24 клапанами VQ35DE, з головкою блоку циліндрів з алюмінієвого сплаву, електронно керованою системою дроселя сервоприводу. У двигуні використовуються покриті молібденом поршні низького тертя з безперервною змінної синхронізацією клапана, яка частково оптимізує відкриття клапанів. Так само в двигуні застосовується електронне управління ставленням головною передавальної пари, з п'ятьма швидкостями автоматичного перемикання і режимом зсуву manumatic, який включає опцію послідовно обирають передач і відповідність режиму включення понижувальної передачі.
FX45 оснащується 4.5-літровим (4494 см3) бензиновим двигуном V8 з 32 клапанами DOHC VK45DE з чотирма клапанами на циліндр, віддзеркалювати распредвалами з головкою блоку циліндрів з алюмінієвого сплаву, В двигуні використовуються покриті молібденом поршні низького тертя, випускні клапани з додаванням титану, модульні головки циліндра, віддзеркалювати колінвал, легкі поршні, систему управління синхронізації клапана з плавкою регулюванням, яка оптимізує відкриття клапанів.

### Двигуни
| Модель | Роки випуску | Тип/Код              | Об'єм    | Потужність, Крутний момент |
| ------ | ------------ | -------------------- | -------- | -------------------------- |
| FX35   | 2003-2008    | 3.5L V6 24V (VQ35DE) | 3498 см³ | 280 к.с. (209 кВт), 366 Нм |
| FX45   | 2003-2008    | 4.5L V8 32V (VK45DE) | 4494 см³ | 320 к.с. (239 кВт), 446 Нм |

## Друге покоління
Вперше Infiniti FX II був офіційно представлений на Женевському Автосалоні 4 березня 2008 року, і надійшов у продаж в червні 2008 року. Модель FX35 зберегла двигун V6 VQ35HR, однак модель V8 була перейменована в FX50 з урахуванням свого 5-літрового двигуна VK50VE. Для європейського ринку доступна модель FX37 з двигуном V6 VQ37VHR.
З 2010 року випускається дизельна модифікація з двигуном 3.0 л V6 потужністю 240 к.с.
З 2012 року виготовляється оновлена модель зі зміненою передньою решіткою. В кінці 2012 року представлена топова модифікація Infiniti FX50 «Vettel-Edition» з двигуном 5.0 л V8 32V VVEL потужністю 420 к.с.
З 2013 року модель називається Infiniti QX70.
Спортивний кросовер Infiniti FX має три версії: FX37, FX37 Limited Edition і FX50.
До бази моделі FX37 входять: 18-дюймові литі диски коліс, автоматичні ксенонові фронтальні фари, протитуманні вогні, люк даху, бічні дзеркала заднього виду з підігрівом та електроприводом, функція відкривання та запалювання без ключа, дверцята багажного відділення з електроприводом, шкіряна обшивка, автоматичний двозонний клімат-контроль, передні сидіння з підігрівом та вісьмома режимами налаштування, дзеркала заднього виду з автозатемненням та телескопічне кермо. До базового електронного обладнання віднесено: камеру заднього виду, Bluetooth та аудіосистему Bose на 11 динаміків з функцією оточення звуком, CD-чейнджером, iPod/USB підключенням, допоміжним входом та супутниковим радіо.
Модель FX37 Limited Edition стандартно постачається з повним приводом, ексклюзивним тонуванням, 21-дюймовими дисками коліс, затемненими адаптивними ксеноновими фарами та такими елементами з пакету «Premium», як: водійське сидіння з пам'яттю позицій, навігаційна система та камера паркувальної системи.
Модель FX50 загалом оснащена всім вище переліченим обладнанням, на додачу з шкіряними сидіннями, вентиляцією передніх сидінь та покращеною системою клімат-контролю з функцією фільтрації повітря. Пакет «Technology» додасть: автоматичні склоочисники, адаптивний круїз-контроль, адаптивні передні фари, систему попередження про можливе зіткнення, систему розумної допомоги при паркуванні, систему слідкування за розміткою та попереджувальну систему.
До переліку стандартних елементів безпеки відносяться: антиблокувальні дискові гальма, бічні подушки безпеки для передніх пасажирів, повнорозмірні подушки завіси, протибуксувальна система та контроль стабільності.

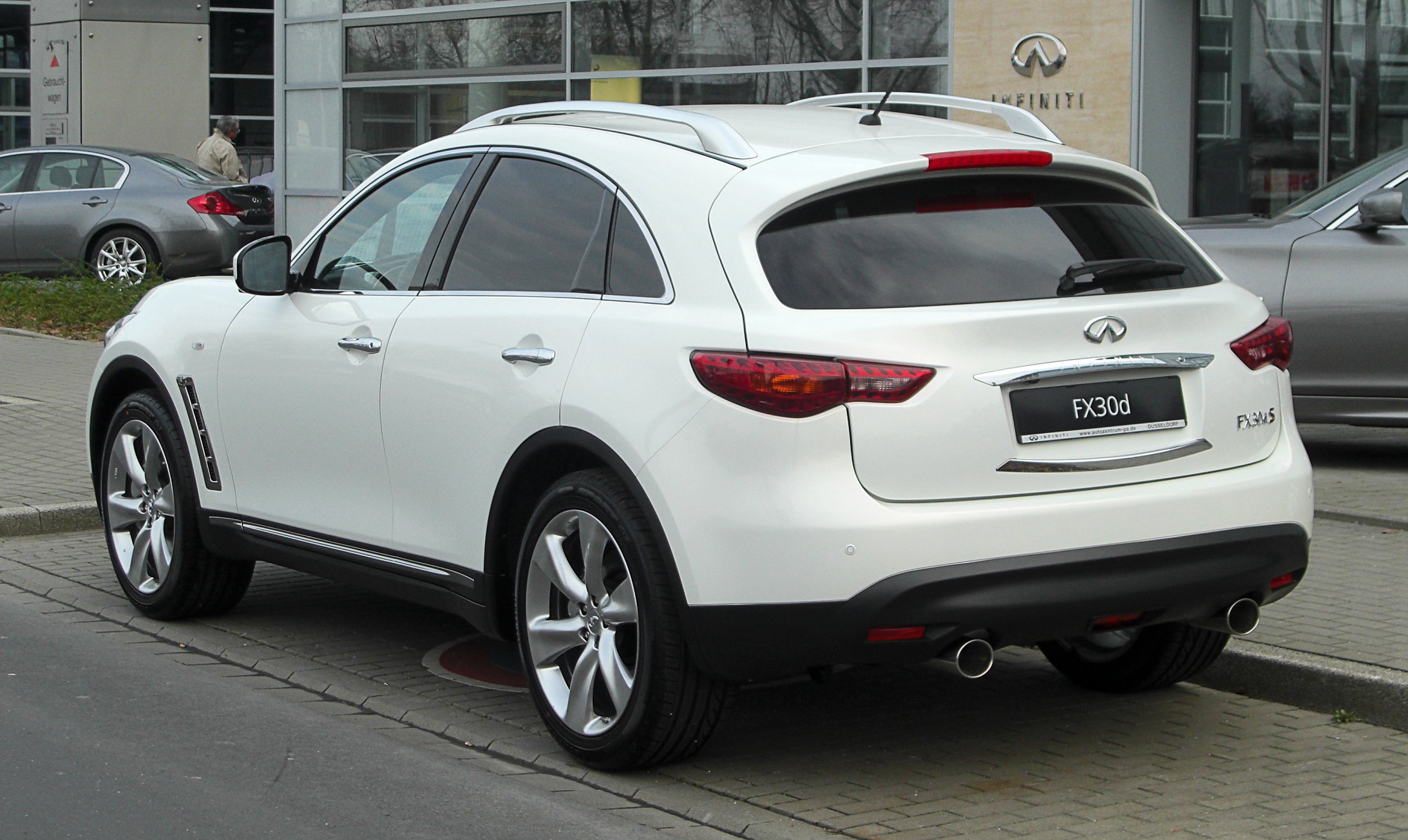
Infiniti FX (2008–2012)
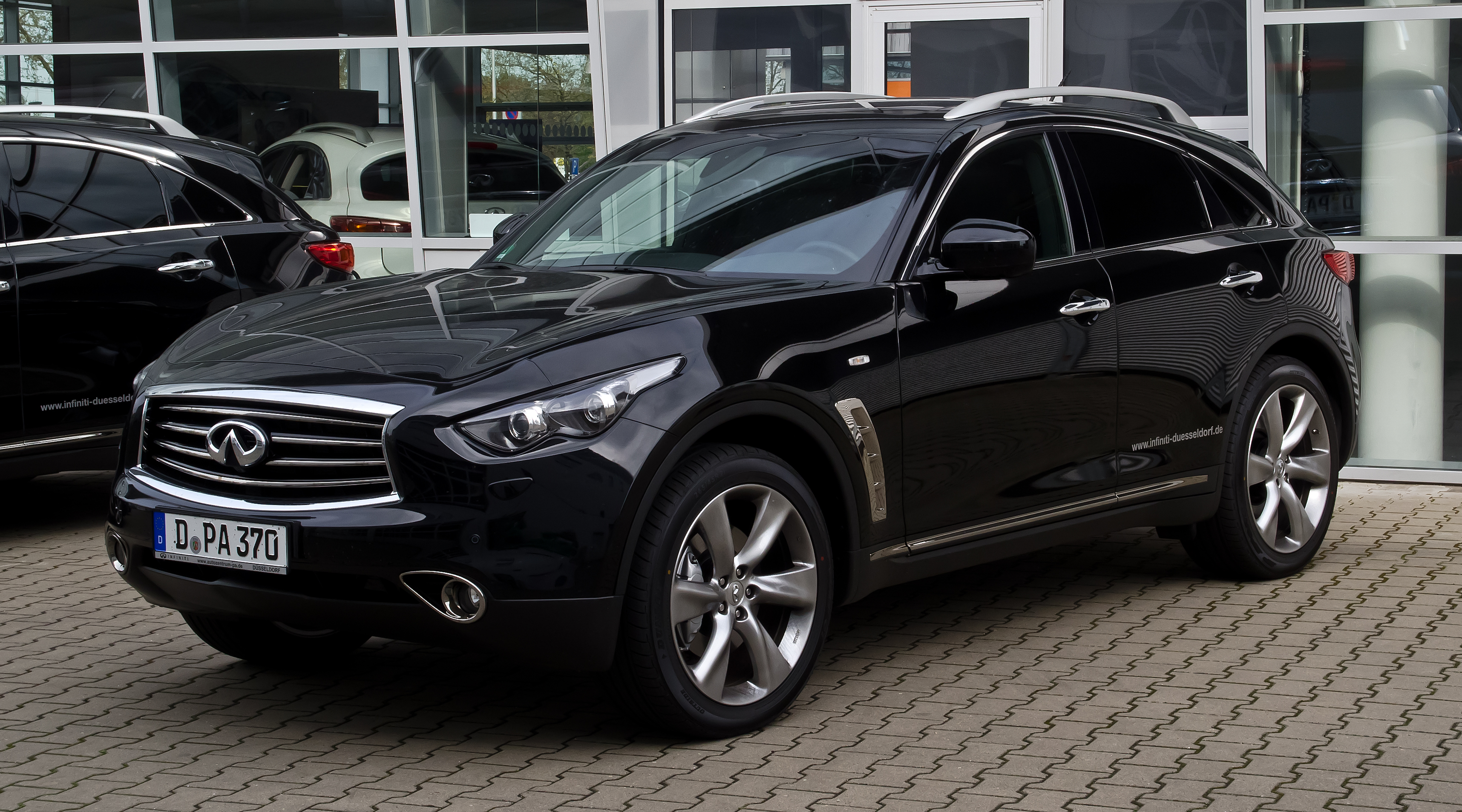
Infiniti FX (2012–2013)
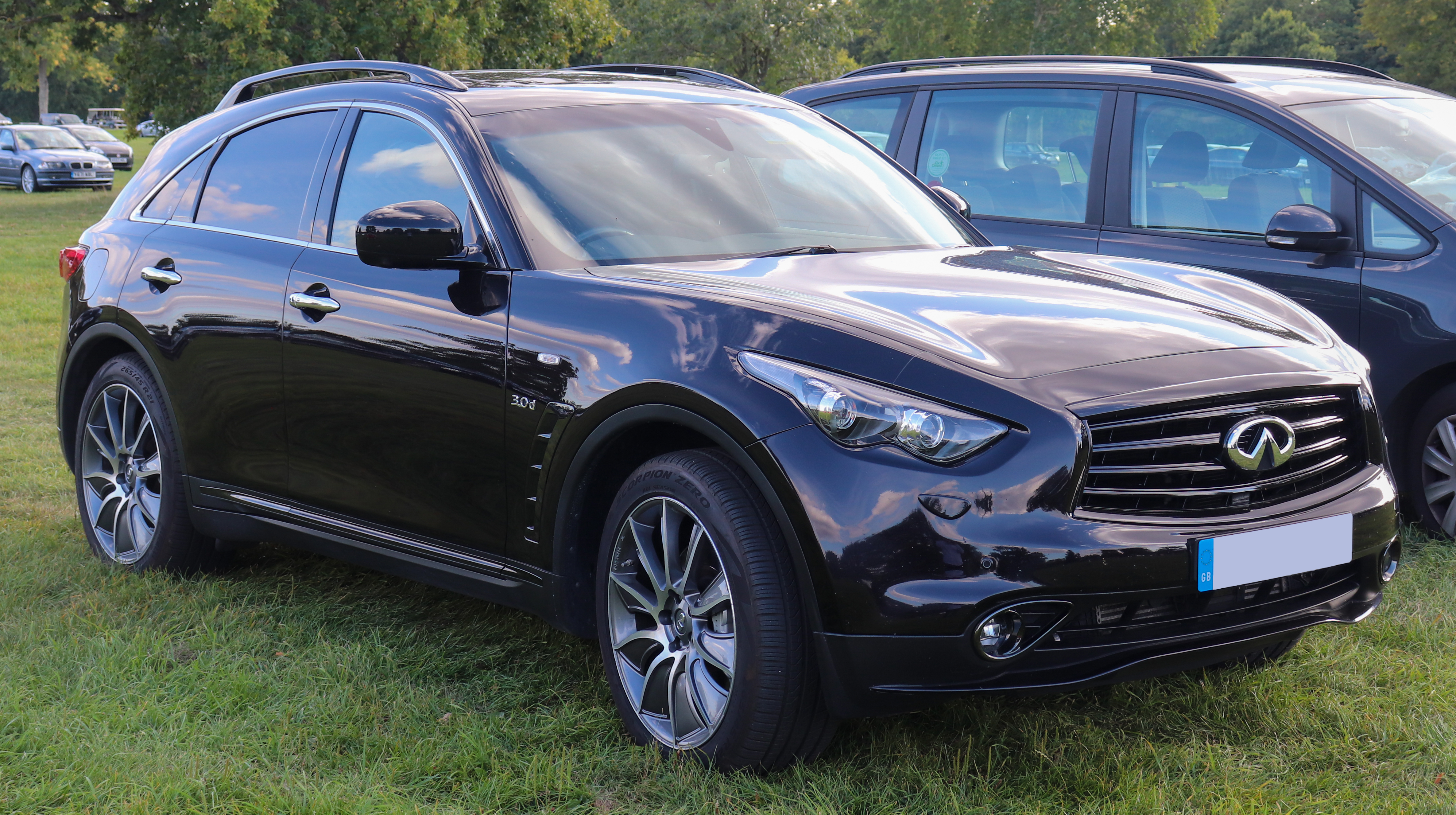
Infiniti QX70 (з 2013)
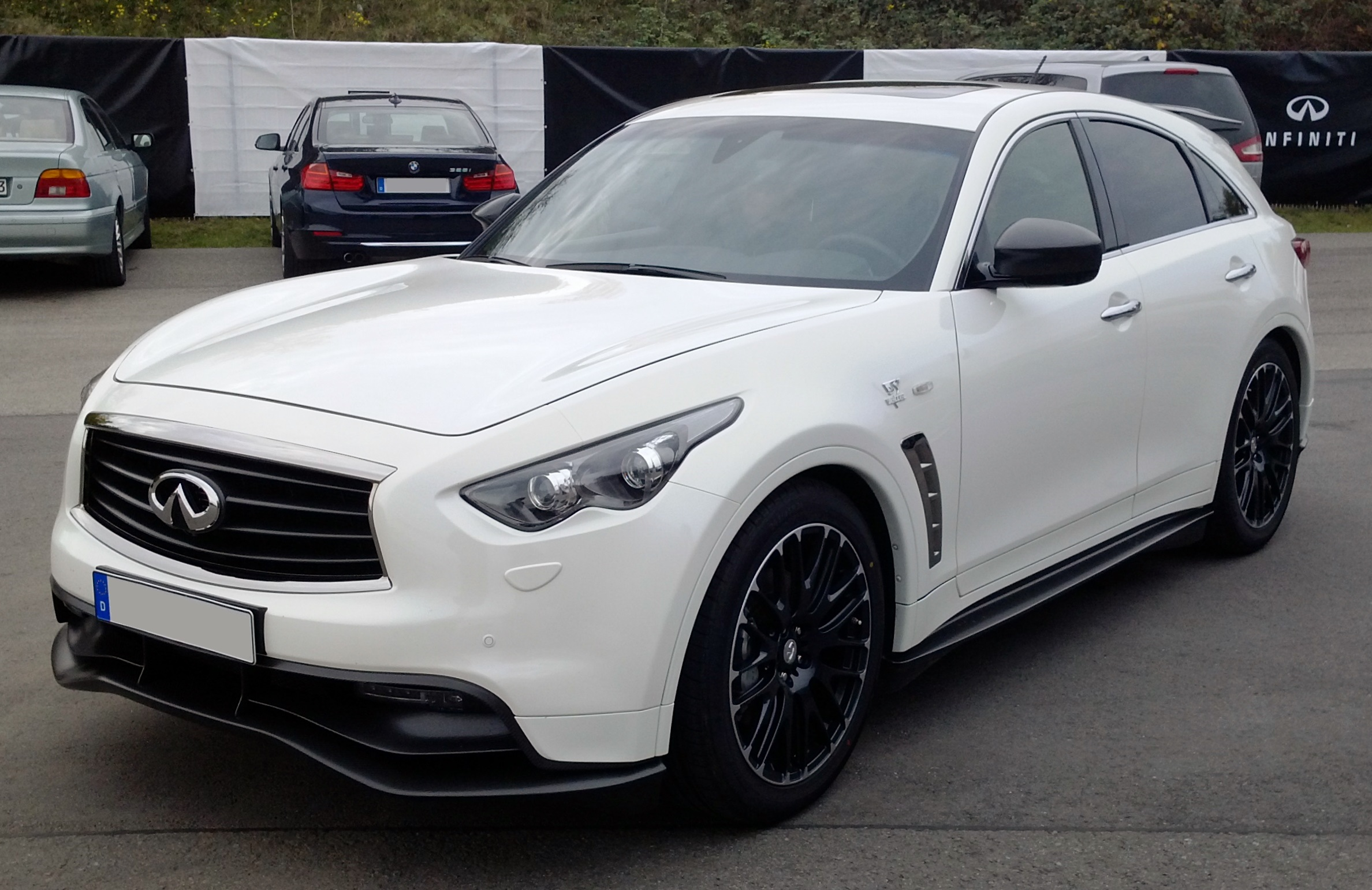
Infiniti FX50 "Vettel-Edition"
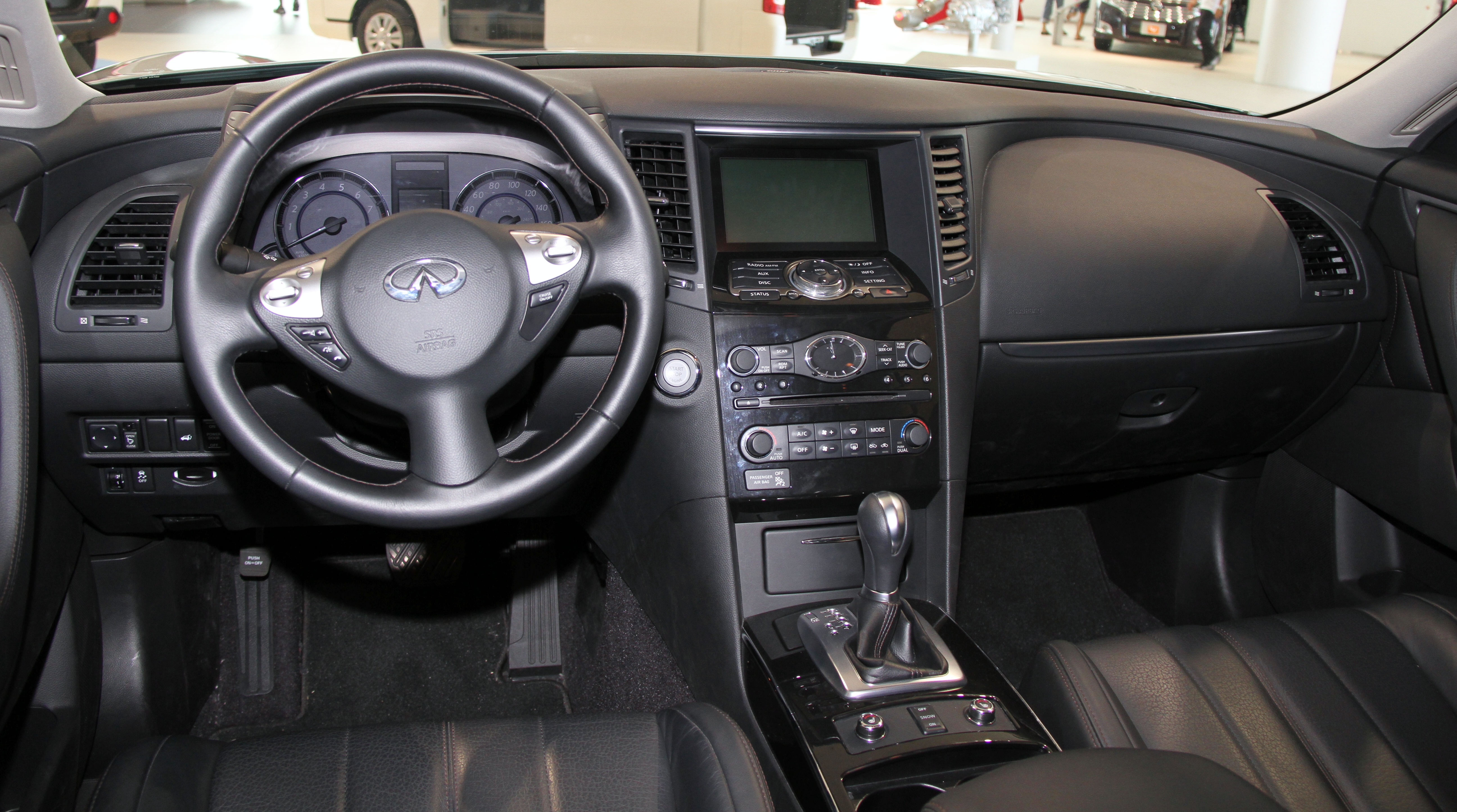
Салон Infiniti FX

### Двигуни
| Модель              | Роки випуску    | Тип/Код                       | Об'єм    | Потужність, Крутний момент                |
| ------------------- | --------------- | ----------------------------- | -------- | ----------------------------------------- |
| FX35                | 09/2009-06/2013 | 3.5L V6 24V (VQ35HR)          | 3498 см³ | 307 к.с. (223 кВт), 355 Нм при 4800 об/хв |
| FX37/QX70 3.7       | 10/2008-        | 3.7L V6 24V VVEL (VQ37VHR)    | 3696 см³ | 330 к.с. (235 кВт), 370 Нм при 5300 об/хв |
| FX50/QX70 5.0       | 10/2008-        | 5.0L V8 32V VVEL (VK50VE)     | 5026 см³ | 390 к.с. (287 кВт), 500 Нм при 4400 об/хв |
| FX50 Vettel Edition | 12/2012-        | 5.0L V8 32V VVEL (VK50VE)     | 5026 см³ | 420 к.с. (309 кВт), 520 Нм при 4400 об/хв |
| FX30d/QX70 3.0D     | 04/2010-        | 3.0L V6 24V турбодизель (V9X) | 2993 см³ | 240 к.с. (175 кВт), 550 Нм при 1750 об/хв |